# Dawtaschen

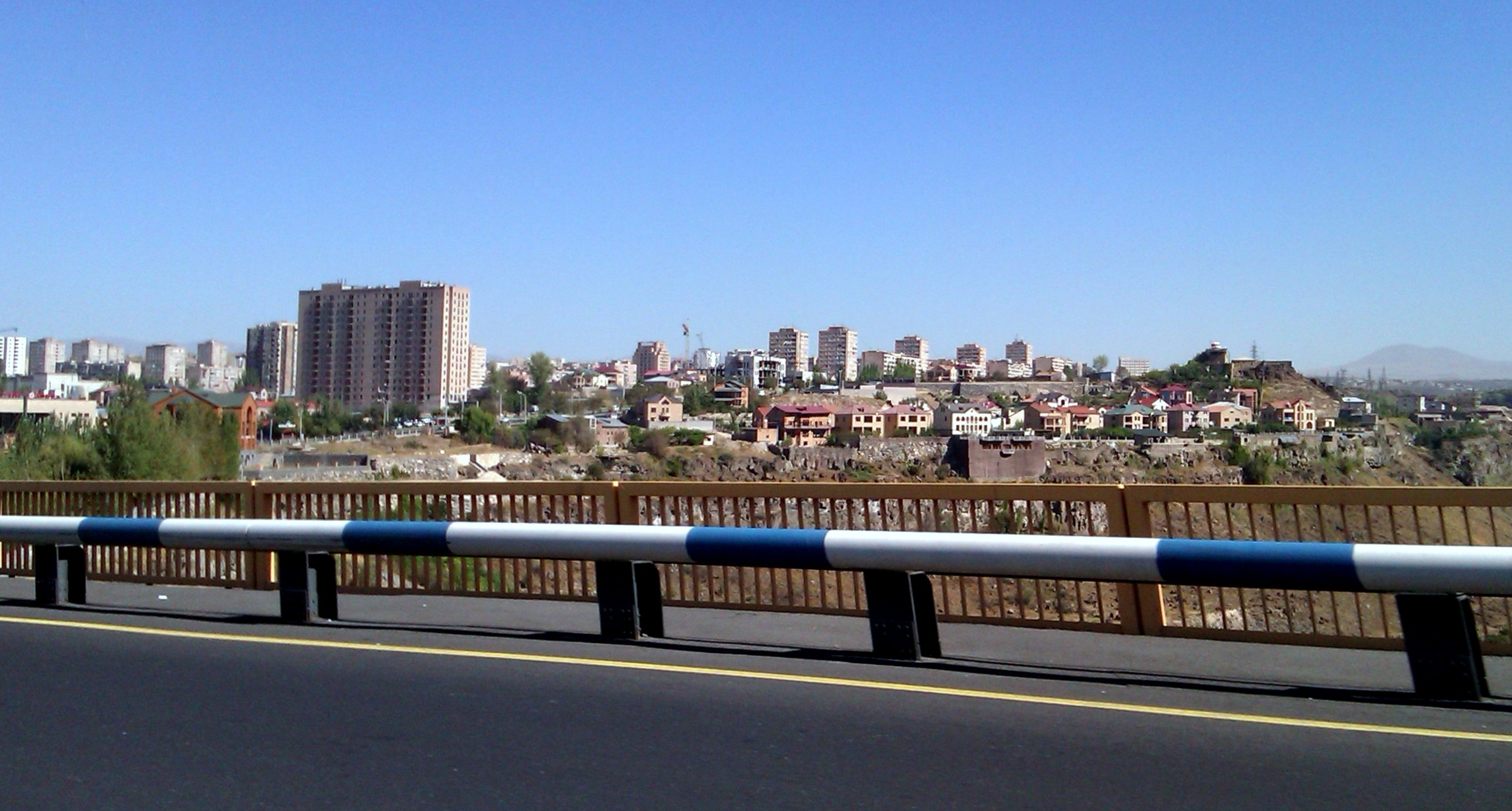
Ansicht von Dawtaschen

Dawtaschen (armenisch Դավթաշեն) ist einer der zwölf Distrikte Jerewans, der Hauptstadt Armeniens.

## Übersicht
Am rechten Ufer des Hrasdan gelegen, grenzt Dawtaschen im Südwesten an den Distrikt Adschapnjak und im Südosten an den Distrikt Arabkir. Im Norden grenzt Dawtaschen an die Provinz Kotajk.
Mit einer Fläche von 6,47 km² (2,9 % der Fläche Jerewans) ist Dawtaschen der zweitkleinste Distrikt Jerewans. Dawtaschen ist inoffiziell in Viertel unterteilt, darunter Dawtaschen, Norddawtaschen und Hujsi Awan. Die Hauptstraßen des Distrikts sind Sasna-Zrer-Straße, Tigran-Petrosjan-Straße, Pirumjanstraße, Aghababjanstraße und Anastas-Mikojan-Straße. Die Distriktverwaltung liegt an der Pirumjanstraße. Ein großer rechteckiger öffentlicher Park an der Pirumjanstraße trennt den ersten und den zweiten Wohnblock von Dawtaschen.
Der Distrikt wurde zweimal als bester der zwölf Distrikte Jerewans ausgezeichnet. Dabei wurden 2012 und 2013 die Leistung der öffentlichen Dienste der Distrikte Jerewans ausgewertet.
In Dawtaschen befindet sich das Direktorat für Pässe und Visa der armenischen Polizei und das Ministerium für Katastrophenschutz.

## Geschichte
Das Gebiet des heutigen Dawtaschen war bis zu den 1930er Jahren als Aradschin gjugh (armenisch Առաջին գյուղ ‚Erstes Dorf‘) bekannt. Es gehörte zum neu gebildeten Rajon Schahumjan nordwestlich Jerewans. Zum 1000. Jahrestag des Nationalepos Draufgänger aus Sasun erhielt der Ort 1939 seinen heutigen Namen.

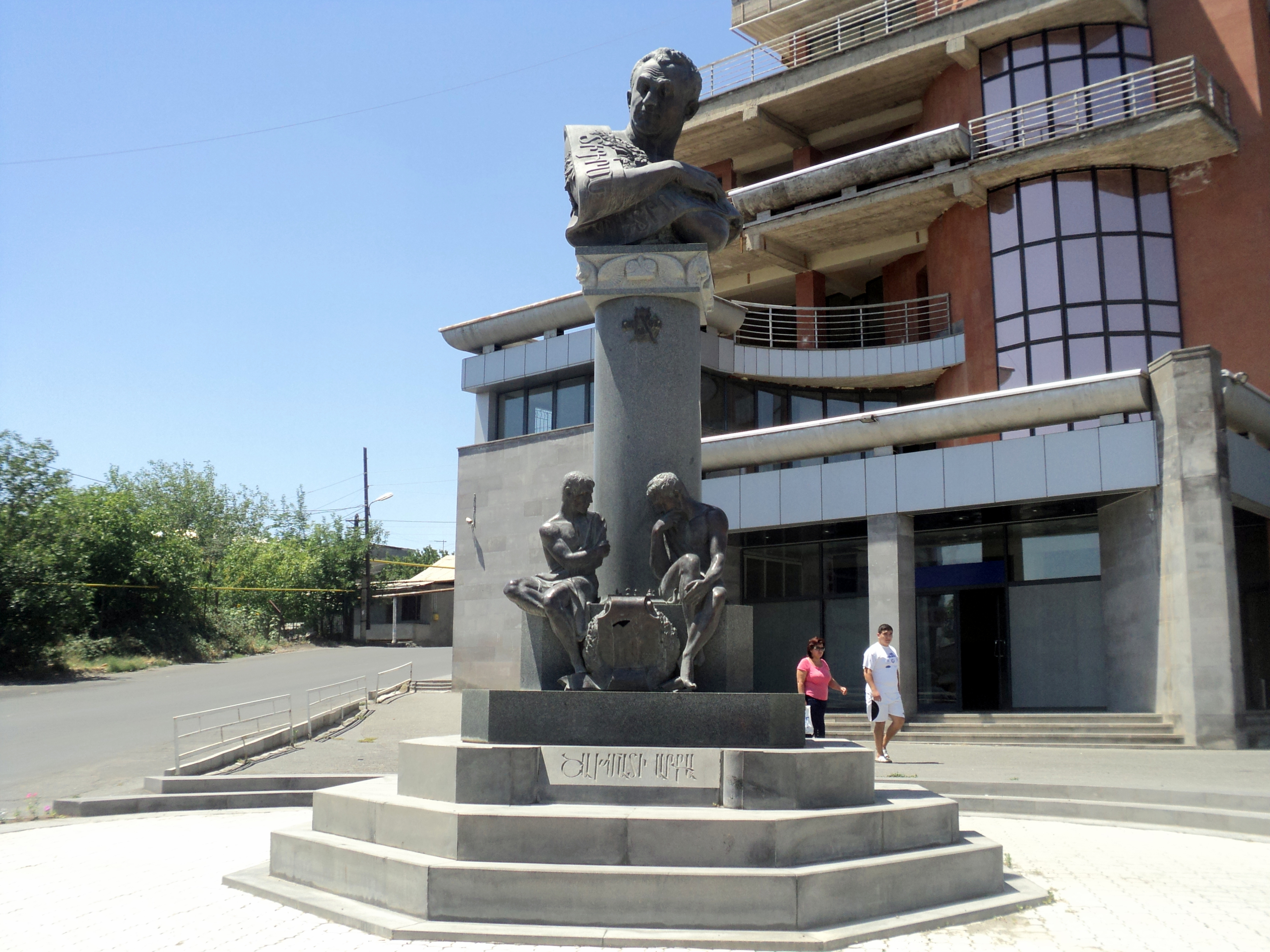
Die Statue des sowjetisch-armenischen Schachweltmeisters Tigran Petrosjan in Dawtaschen, errichtet 2006 an der Straße, sie seinen Namen trägt

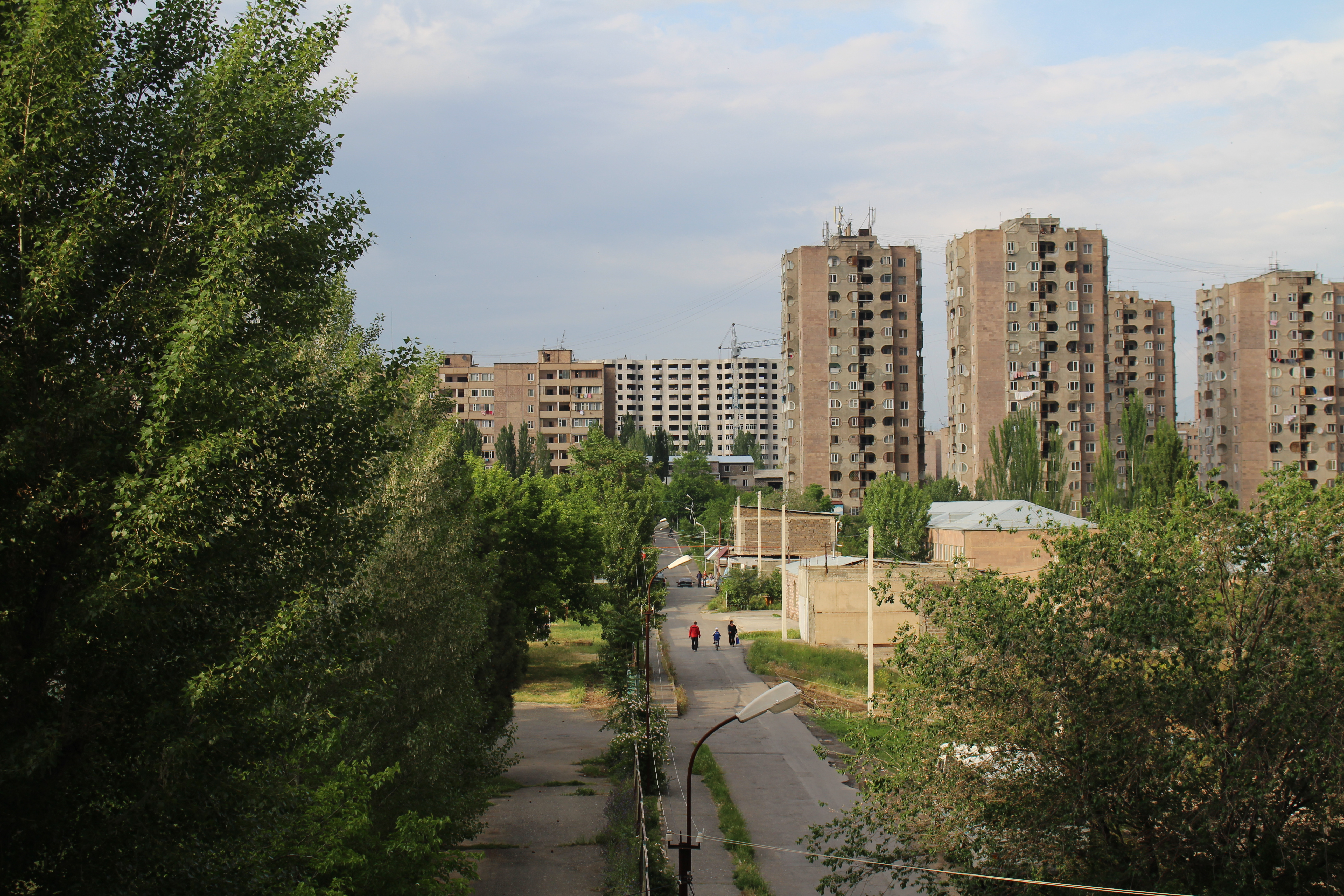
Wohnhäuser aus der Sowjetära

Mit der stetigen Entwicklung Jerewans zur Zeit der Sowjetunion wurde das Gebiet der Stadt um die Vororte und umgebenden Gebiete vergrößert. Über den Hrasdan wurden mehrere Brücken gebaut, die den Rajon Schahumjan mit dem Zentrum der Stadt Jerewan verbanden. Während der 1970er Jahre wurde das Dorf Dawtaschen offiziell Teil der armenischen Hauptstadt Jerewan.
1984 wies das Sowjetische Exekutivkomitee Jerewans in Dawtaschen eine Fläche von 223 ha für den Bau von Wohnvierteln zu.
Nach der administrativen Teilung Sowjetarmeniens 1986 gehörten die heutigen Distrikte Adschapnjak und Dawtaschen zum Rajon Maschtoz.
Nach der Unabhängigkeit Armeniens von der Sowjetunion wurde Jerewan mit dem Gesetz über die administrative Aufteilung der Republik von 1996 in zwölf administrative Gebiete aufgeteilt, darunter Dawtaschen.
Der erste Bürgermeister von Dawtaschen war Ruben Geworgjane, der von 1996 bis 1999 im Amt war. Ihm folgten Surik Ghukasjan (1999–2008) und Artur Geworgjane (2008–2012). Ruslan Baghdassarjan von der Republikanischen Partei Armeniens ist seit 2012 Bürgermeister von Dawtaschen.

## Demografie

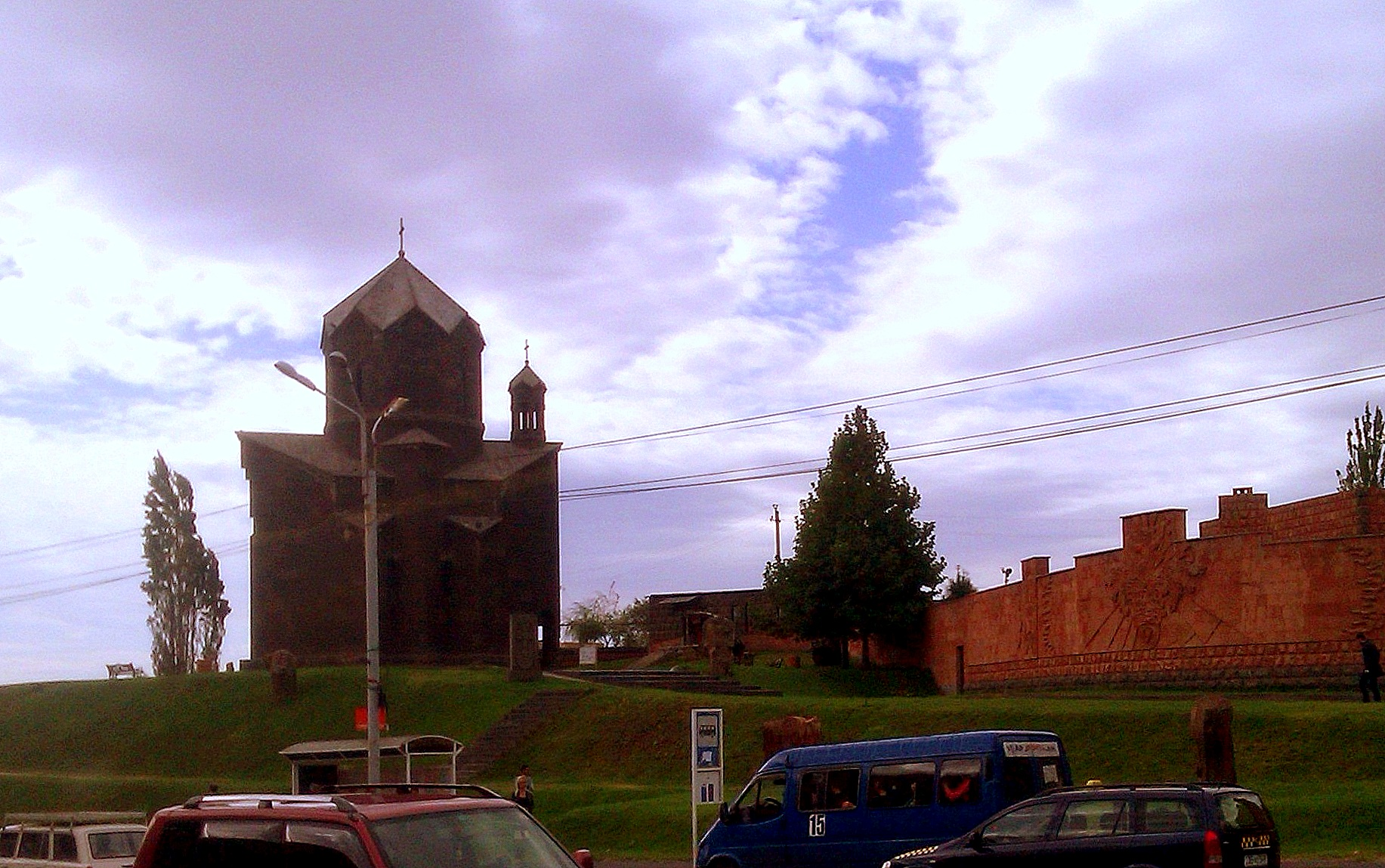
Heilige-Märtyrer-Kirche

Bei der Volkszählung 2011 hatte der Distrikt Dawtaschen eine Einwohnerzahl von 42.380 (4 % der Jerewaner Einwohnerzahl). Für 2016 wurde offiziell eine Einwohnerzahl von rund 42.500 geschätzt (Platz 10 der 12 Distrikte Jerewans).
Dawtaschen wird hauptsächlich von Armeniern bewohnt, die der Armenischen Apostolischen Kirche angehören. Die 2003 geweihte Heilige-Märtyrer-Kirche ist die einzige Kirche im Distrikt.

## Kultur

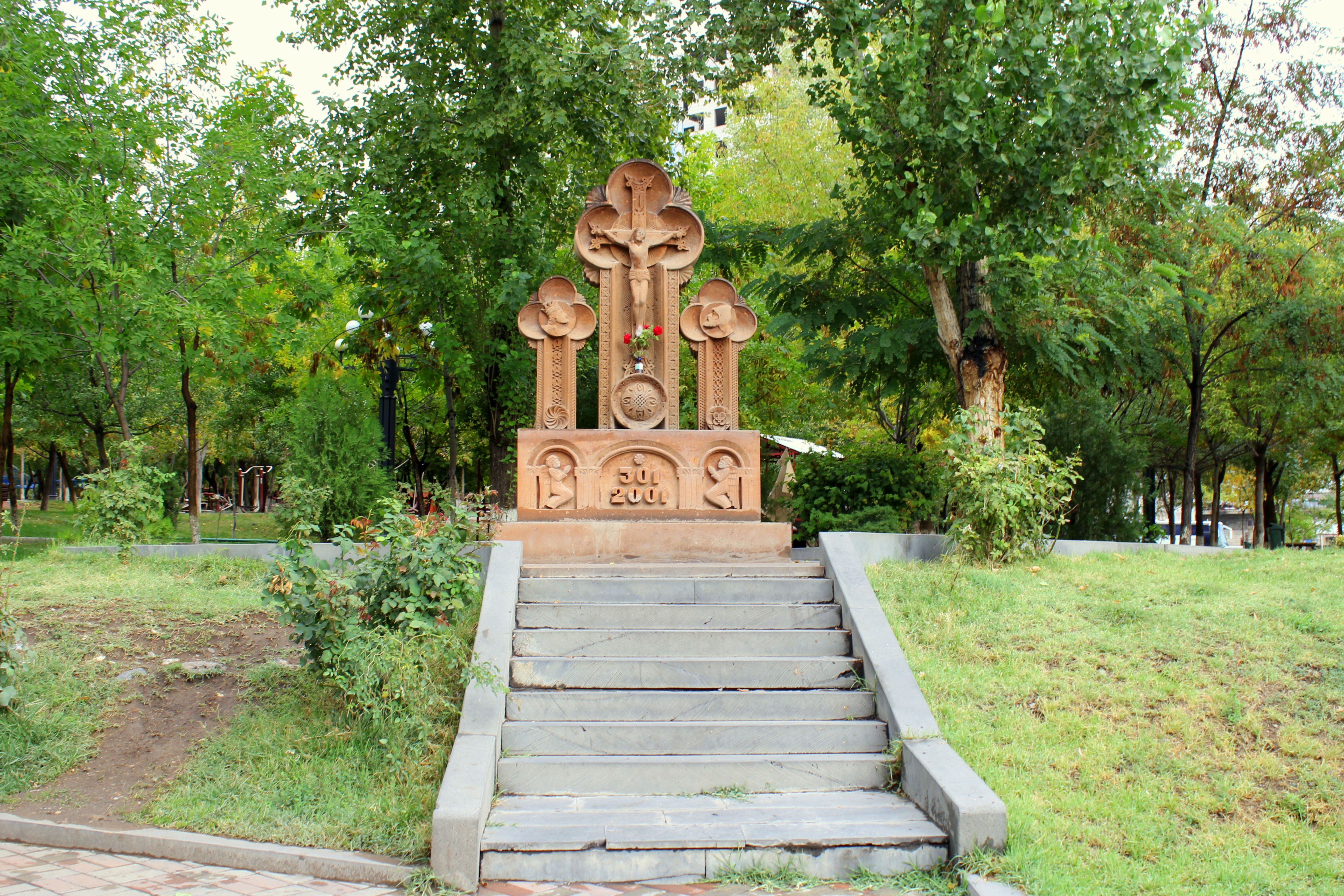
Chatschkar (armenische Stele) für den 1700. Jahrestag der Christianisierung Armeniens

In Dawtaschen befindet sich die 1996 eröffnete Bibliothek Nr. 40 und die 1993 eröffnete Kunstschule „Awet Terterjan“.
Das Filmstudio Armenfilm und der Sender Armenia TV der PanArmenian Media Group haben ihren Sitz in Dawtaschen.
Im öffentlichen Dawtaschenpark steht ein Denkmal für die armenischen Opfer des Zweiten Weltkriegs und des Bergkarabachkonfliktes. 2001 wurde anlässlich des 1700. Jahrestages der Christianisierung Armeniens ein großer Chatschkar im Park aufgestellt.

## Verkehr

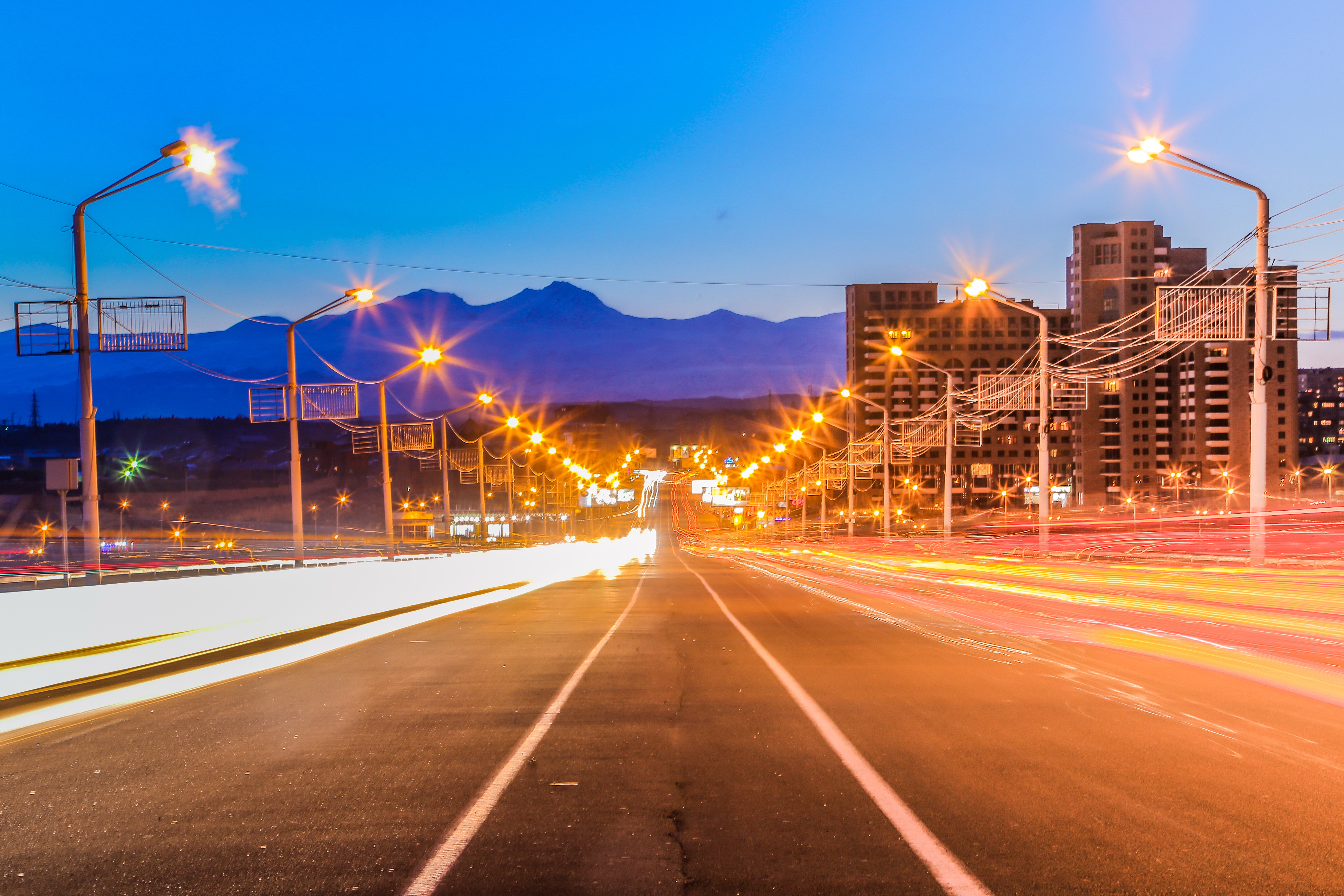
Dawtaschenbrücke

Dawtaschen ist mit dem Zentrum Jerewans durch die 2000 eröffnete Dawtaschenbrücke verbunden.

## Wirtschaft
Die Einwohner Dawtaschens arbeiten überwiegend in kleinen und mittleren Betrieben. Es gibt etwa 300 kleine und mittlere Einzelhandelsgeschäfte, Restaurants und Dienstleistungsanbieter.
Die Arax-Fabrik für Metallkonstruktionen ist ein großer Industriebetrieb, der seit 1984 in Dawtaschen besteht.

## Bildung
2017 gab es in Dawtaschen fünf Vorschulkindergärten, sieben öffentliche Schulen und die 2014 eröffnete Juristische Akademie Armeniens.

## Sport
In Dawtaschen gibt es viele Sportzentren, unter anderem:
- die Jerewaner Kinder- und Jugend-Handball- und -Teamsportschule, eröffnet 1993
- die Dawtaschener Schachschule, eröffnet 2013
- den Olympischen Trainingskomplex Olympavan, eröffnet 2015.[3]
- den Reebok Sports Club Armenia, eröffnet 2017.[4]

## Internationale Beziehungen
Die Verwaltung des Bezirks Dawtaschen hat eine offizielle Kooperationsvereinbarung mit:
- Antony, Hauts-de-Seine, Île-de-France, Frankreich, seit 2015.[5]
- Artik, Schirak, Armenien
- Martakert, Republik Arzach

## Panorama

Panoramaansicht des Distrikts Dawtaschen